# Life is tasty!
『Life is tasty!』（ライフ・イズ・テイスティ!）は、燦鳥ノムの配信限定シングル。2019年5月29日に配信が開始された。

## 解説
燦鳥ノムのデビューシングルとなる配信限定シングルであり、サントリー『クラフトボス』のコラボレーション企画のオリジナル楽曲である。作詞・作曲・編曲をカゲロウプロジェクトのじんが手掛けており、楽曲の演奏にはヒトリエのゆーまお、PENGUIN RESEARCHの堀江晶太、押鐘貴之が参加している。
各音楽配信サービスでの楽曲配信に先駆けて、2019年5月28日の17時に燦鳥ノム公式YouTubeチャンネルにてミュージックビデオが公開された。

## 収録曲
1. Life is tasty!
作詞・作曲・編曲:じん